# Durban City FC (1959)
El Durban City FC fue un equipo de fútbol de Sudáfrica que jugó en la NSL, la desaparecida primera división de fútbol del país.

## Historia
Fue fundado en el año 1959 en la ciudad de Durban por Norman Elliott y fue uno de los equipos fundadores de la NFL, la liga para blancos del país durante los años del apartheid, de la cual fue su primer campeón en ese año.
Fue uno de los equipos más importantes del fútbol sudafricano en aquellos años, donde ganó la liga en tres ocasiones más hasta que se unieron a la Federation Professional League en 1978 que ganó en ese año, y luego pasó a jugar en la NPSL que ganó en dos ocasiones en la década de los años 1980.
En 1985 pasa a jugar a la NSL, liga en la que juega hasta 1987 en una temporada en la que se convierte en el primer equipo de fútbol de Sudáfrica en tener una mascota, a un antílope Kudu llamado Barry que era creación de la empresa óptica que era uno de los patrocinadores.
El 28 de julio de 1988 el club desaparece luego de es vendido a un grupo de empresarios de la provincia de KwaZulu-Natal y pasa a llamarse Natal United.

### Reencarnación
En 2008 el exjugador y empresario local Glen Adams resucitó al club y lo registró ante la Asociación de Fútbol de Sudáfrica como un equipo de divisiones aficionadas y de categoría menor con el mismo nombre.

## Palmarés
- NFL: 4

1959, 1961, 1970, 1972
- FPL: 1

1978
- NPSL: 1

1981, 1982
- Copa NFL: 4

1960, 1962, 1964, 1968
- UTC Bowl: 4

1961, 1967, 1968, 1970
- Trofeo Campeón de Campeones: 4

1960, 1961, 1962, 1963
- Coca Cola Shield: 1

1972
- Copa SASL: 1

1978

## Entrenadores

### Entrenadores destacados
| - Colin Addison - Clive Barker - Alf Boyd | - Budgie Byrne - Joe Kirkup - Dave Sexton | - Bill Williams - Butch Webster - Willie Lewis |